# Roman Rogocz
Roman Rogocz (ur. 9 sierpnia 1926 w Chorzowie, zm. 7 lutego 2013) – polski piłkarz, zawodnik Lechii Gdańsk.

## Kariera sportowa
Karierę sportową rozpoczął przed II wojną światową  jako trampkarz AKS Chorzów. W 1943 został wywieziony do pracy przymusowej w Niemczech, skąd uciekł i wstąpił w szeregi 2 Warszawskiej Dywizji Pancernej. W 1947 wrócił do Chorzowa, a od jesieni 1947 występował w barwach Lechii Gdańsk. Z gdańskim klubem wywalczył w 1948 awans do I ligi. W meczach ligowych sezonu 1949 wystąpił 16 razy, zdobywając 7 bramek (w tym 1 bramka niepewna), jego drużyna zajęła jednak ostatnie miejsce i spadła z ligi. W 1951 wywalczył z Lechią kolejny awans do ekstraklasy. W 1952 nie grał jednak z powodu kontuzji, której doznał we wrześniu 1951. 
Do gry powrócił w 1953, strzelając w I lidze 2 bramki w 14 spotkaniach (w tym 1 bramka niepewna), a jego drużyna ponownie spadła do II ligi. W sezonie 1954 wywalczył z Lechią kolejny awans do I ligi. Na najwyższym szczeblu rozgrywek występował w latach 1955-1960, w tym czasie wystąpił w 75 spotkaniach, zdobywając 18 bramek. Jego największym sukcesem było trzecie miejsce w I lidze w 1956 (wystąpił wówczas w 20 meczach, zdobywając 7 bramek). Łącznie w I lidze zagrał w 105 spotkaniach, zdobywając 27 bramek (w tym 2 niepewne). 
Po zakończeniu kariery zawodniczej pracował jako trener, głównie drużyn młodzieżowych. I drużynę Lechii prowadził w sezonie 1962/1963 (od IV kolejki, od IX kolejki samodzielnie), jednak zespół spadł z ekstraklasy, a następnie w sezonie 1971/1972 w III lidze, zdobywając z nią awans do II ligi.
Piłkę nożną łączył z pracą zawodową, w latach 1952-1988 był pracownikiem Przedsiębiorstwa Robót Czerpalnych i Podwodnych.
W 2005 został wybrany najlepszym zawodnikiem 60-lecia Lechii Gdańsk. w 2011 został odznaczony Krzyżem Kawalerskim Orderu Odrodzenia Polski (M.P. nr 111, poz. 1127).
Pochowany na Cmentarzu Garnizonowym w Gdańsku (kwatera 17, rząd 1, grób 3).

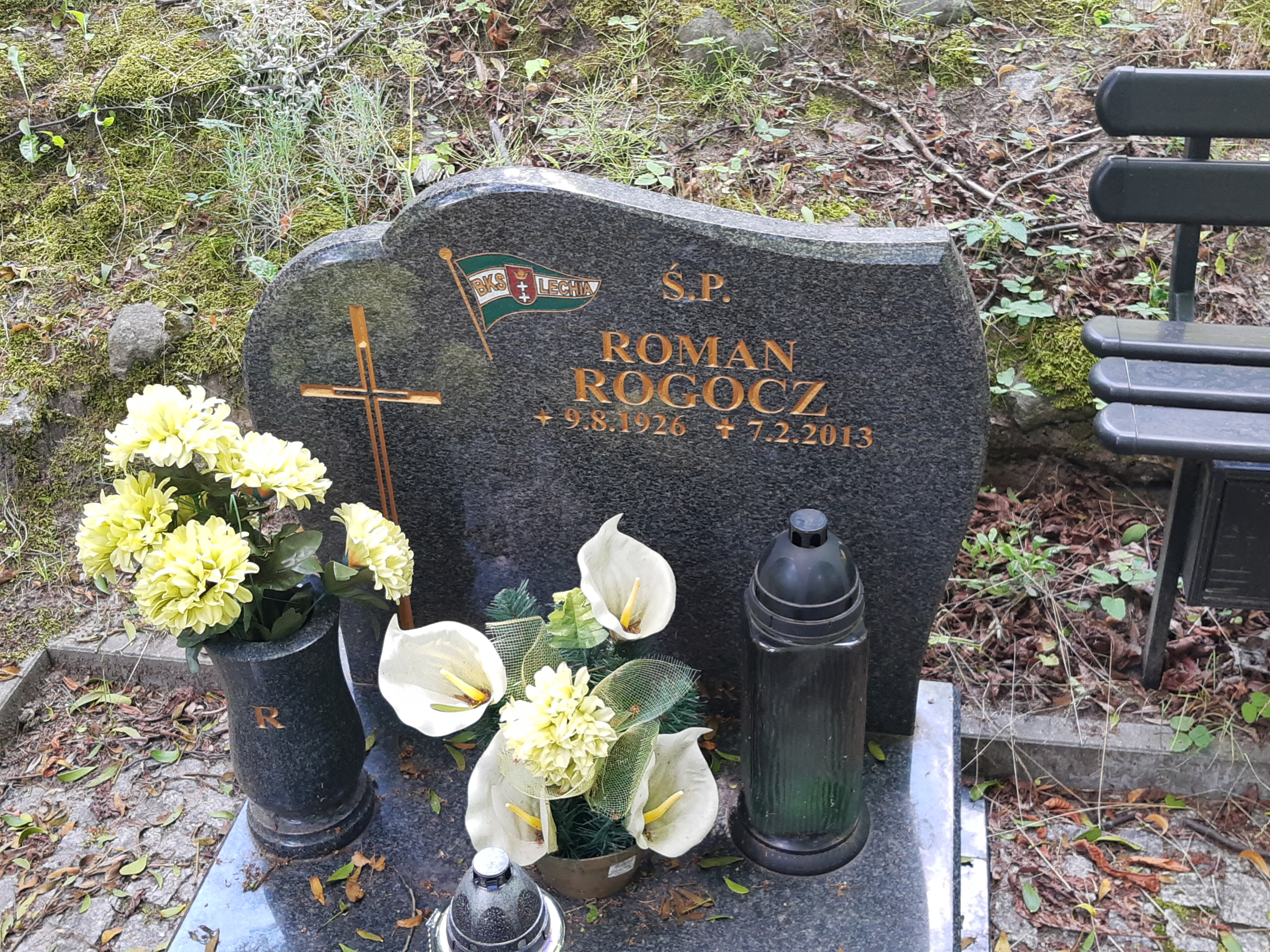
Grób Romana Rogocza na Cmentarzu Garnizonowym